# Uppsalaligan
Uppsalamaffian var en gruppering i Uppsala som låg bakom flera uppmärksammade grova brott i början av 1990-talet. Man skall ha sysslat med bedrägeri och illegal inkassoverksamhet. Bland annat försökte gruppen svindla bankgirocentralen på 22 miljoner kronor.
Uppsalaligan anses ha splittrats efter flera hårda fängelsedomar mot dess medlemmar.
I samband med rättsförhandlingar mot ledande personer i gruppen utsattes huvudvittnet för dubbla bombattentat, men överlevde.
Ledaren för Uppsalamaffian var Stefan "Tjock-Steffe" Eriksson.